# Campeonato Europeu de Atletismo em Pista Coberta de 2019 - 3000 m feminino
A prova dos 3000 metros feminino do Campeonato Europeu de Atletismo em Pista Coberta de 2019 foi disputada no dia  1 de 2019 na Emirates Arena, em Glasgow, no Reino Unido. 

## Recordes
Antes desta competição, os recordes mundiais e do campeonato nesta prova eram os seguintes:
|                       | Nome           | Nacionalidade | Tempo     | Local     | Data                   |
| --------------------- | -------------- | ------------- | --------- | --------- | ---------------------- |
| Recorde mundial       | Genzebe Dibaba | Etiópia       | 8m 16s 60 | Estocolmo | 6 de fevereiro de 2014 |
| Recorde do campeonato | Laura Muir     | Reino Unido   | 8m 35s 67 | Belgrado  | 5 de março de 2017     |
| Recorde europeu       | Laura Muir     | Reino Unido   | 8m 26s 41 | Karlsruhe | 4 de fevereiro de 2017 |

Os seguintes recordes foram estabelecidos durante esta competição: 
| Data       | Evento | Atleta     | Nacionalidade | Tempo     | Notas                 |
| ---------- | ------ | ---------- | ------------- | --------- | --------------------- |
| 1 de março | Final  | Laura Muir | Reino Unido   | 8m 30s 61 | Recorde do campeonato |

## Medalhistas
| Ouro             | Prata                         | Bronze                 |
| Laura Muir (GBR) | Konstanze Klosterhalfen (GER) | Melissa Courtney (GBR) |

## Cronograma
Todos os horários são locais (UTC +0).
| Data       | Hora  | Evento |
| ---------- | ----- | ------ |
| 1 de março | 21:40 | Final  |

### Resultado
A final aconteceu às 21:40 no dia 1 de março de 2019. 

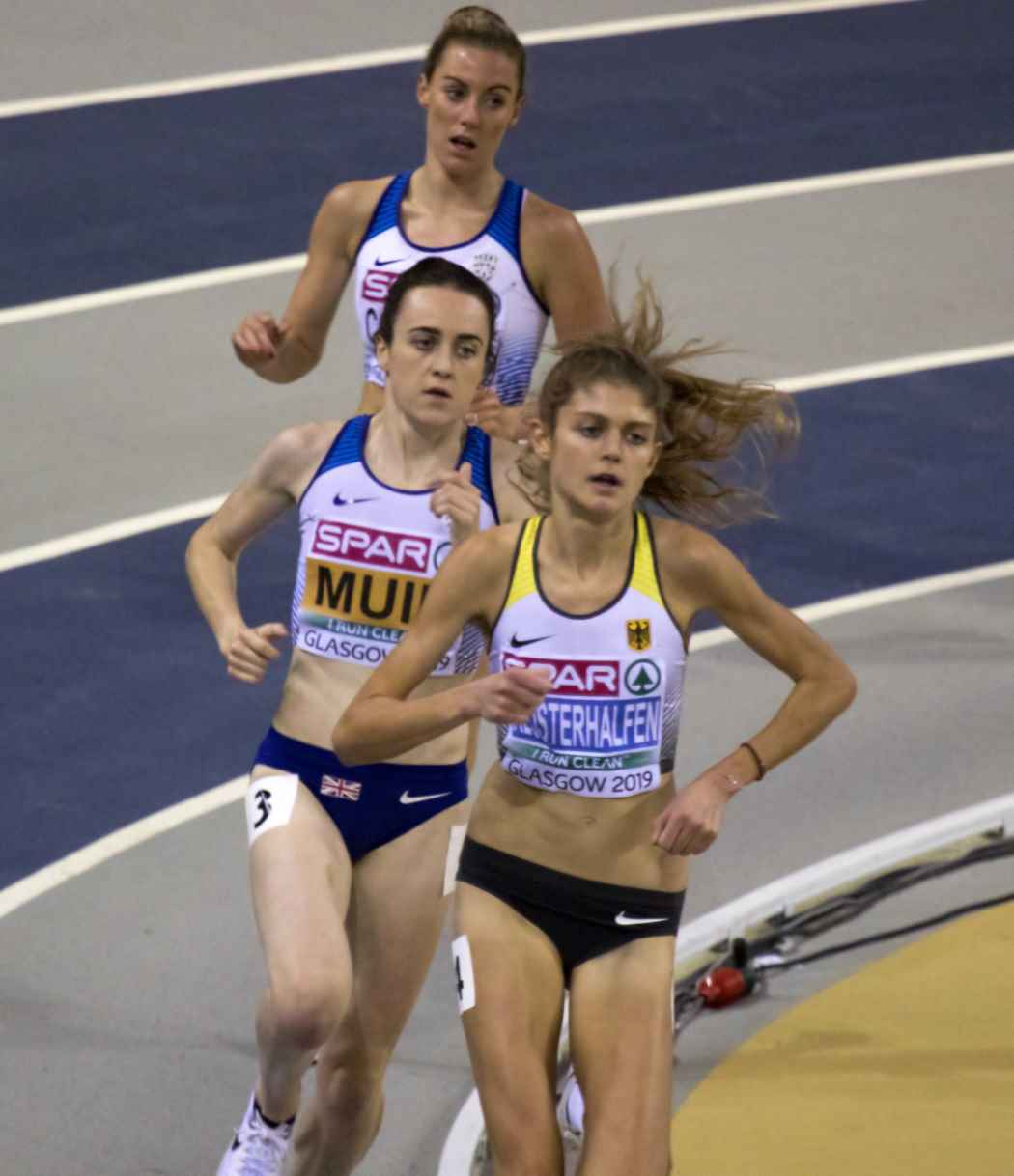
As eventuais medalhistas em curso

| Posição           | Atleta                    | Nacionalidade | Tempo   | Notas                 |
| ----------------- | ------------------------- | ------------- | ------- | --------------------- |
| Medalha de ouro   | Laura Muir                | Grã-Bretanha  | 8:30.61 | Recorde do campeonato |
| Medalha de prata  | Konstanze Klosterhalfen   | Alemanha      | 8:34.06 |                       |
| Medalha de bronze | Melissa Courtney          | Grã-Bretanha  | 8:38.22 | Recorde pessoal       |
| 4                 | Alina Reh                 | Alemanha      | 8:39.45 | Recorde pessoal       |
| 5                 | Karoline Bjerkeli Grøvdal | Noruega       | 8:52.12 |                       |
| 6                 | Maureen Koster            | Países Baixos | 8:56.22 |                       |
| 7                 | Eilish McColgan           | Grã-Bretanha  | 8:59.71 |                       |
| 8                 | Célia Antón               | Espanha       | 9:00.57 | Recorde pessoal       |
| 9                 | Viktória Gyürkés          | Hungria       | 9:03.56 | Recorde pessoal       |
| 10                | Margherita Magnani        | Itália        | 9:05.32 |                       |
| 11                | Cristina Espejo           | Espanha       | 9:06.26 |                       |
| 12                | Nada Pauer                | Áustria       | 9:06.75 |                       |
| 13                | Julia van Velthoven       | Países Baixos | 9:14.90 |                       |
| 14                | Yolanda Ngarambe          | Suécia        | 9:17.53 |                       |
| 15                | Ophélie Claude-Boxberger  | França        | 9:19.55 |                       |
| 16                | Lisa Havell               | Suécia        | 9:22.72 |                       |

Legenda
| Recorde mundial       | Recorde mundial (World record)               |                       | Recorde africano                      | Recorde africano (African) |                                           | Q | Classificado por posição (Qualified) |
| Recorde do campeonato | Recorde do campeonato (Championship record)  | Recorde da América    | Recorde da América (Americas)         | q                          | Classificado por melhor tempo (Qualified) |   |                                      |
| Melhor marca do ano   | Melhor marca do ano (World leading)          | Recorde asiático      | Recorde asiático (Asian)              | DNS                        | Não largou (Did not start)                |   |                                      |
| Recorde nacional      | Recorde nacional (National record)           | Recorde europeu       | Recorde europeu (European)            | DNF                        | Não terminou (Did not finish)             |   |                                      |
| Recorde pessoal       | Recorde pessoal do atleta (Personal best)    | Recorde da Oceania    | Recorde da Oceania (Oceania)          | DSQ / DQ                   | Desclassificado (Disqualified)            |   |                                      |
| Recorde da temporada  | Recorde da temporada do atleta (Season best) | Recorde sul-americano | Recorde sul-americano (South America) | NM                         | Sem marca (No mark)                       |   |                                      |